# Friedenskirche (Wildenheid)

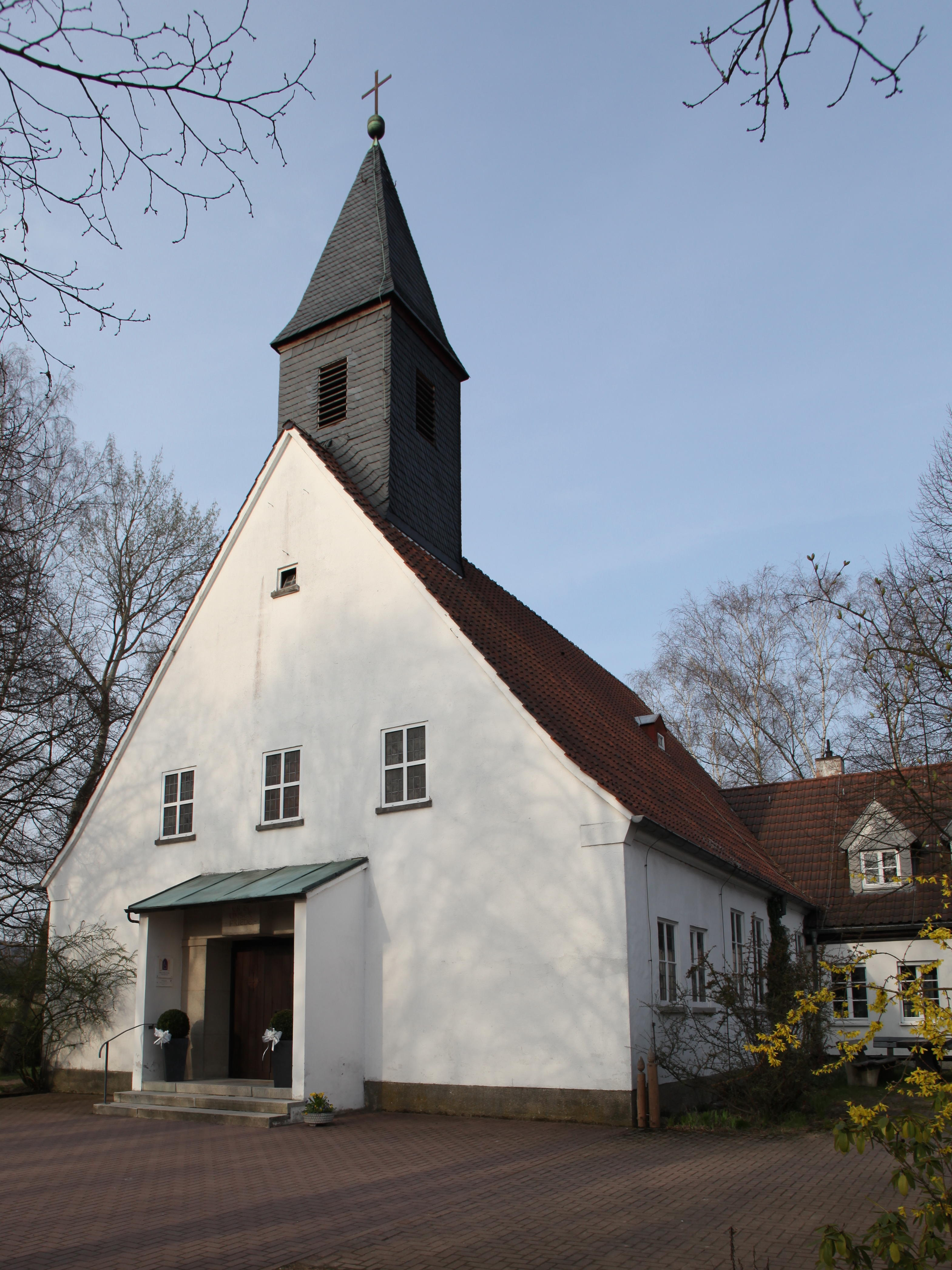
Friedenskirche Wildenheid

Die evangelisch-lutherische Friedenskirche im oberfränkischen Wildenheid, einem Stadtteil von Neustadt bei Coburg im Landkreis Coburg, wurde 1955 eingeweiht. Den Bau des Gotteshauses unterstützte finanziell die amerikanische Aktion „Wooden Church Crusade“.

## Geschichte
Wildenheid gehörte jahrhundertelang zum Neustadter Kirchensprengel. Mit Hilfe der Wooden Church Crusade Incorporation in Burlington/Wisconsin konnte der Wunsch eines eigenen Gotteshauses der Wildenheider und Meilschnitzer verwirklicht werden. Die überkonfessionelle Aktion Wooden Church Crusade (Kreuzzug für Kirchen aus Holz) wurde von dem früheren deutschen Diplomaten Henning von Royk-Lewinski, der nach 1945 in die USA ging, im Jahr 1950 gegründet. Als Präsident fungierte der Mühlenbesitzer Richard A. Kinzer. Die Organisation hatte das Ziel Spenden zu sammeln, um 48 einfache Kirchen (eine für jeden amerikanischen Bundesstaat) entlang der innerdeutschen Grenze als geistigen „Schutzwall gegen den Kommunismus“ zu errichten.
Die Kirche in Wildenheid entstand 1954/55 in etwa 400 Meter Entfernung zur Innerdeutschen Grenze unter der Bauleitung des Coburger Architekten Reinhard Claaßen als Steinbau, weil es preiswerter als ein Holzbau war. Den größten Teil der Baukosten in Höhe von 120.000 DM trug die Aktion Wooden Church Crusade. Am 16. Oktober 1955 wurde die Wildenheider Friedenskirche feierlich eingeweiht. 1961 folgte die Erhebung der Neustadter Tochterkirchengemeinde zur selbstständigen Pfarrei und nach dem Bau eines Pfarrhauses 1963 die Einsetzung des ersten Pfarrers. In den 1960er Jahren wurden auch katholische Messen in dem Gotteshaus gefeiert. 1987 wurde die Kirche umfangreich renoviert.

## Baubeschreibung

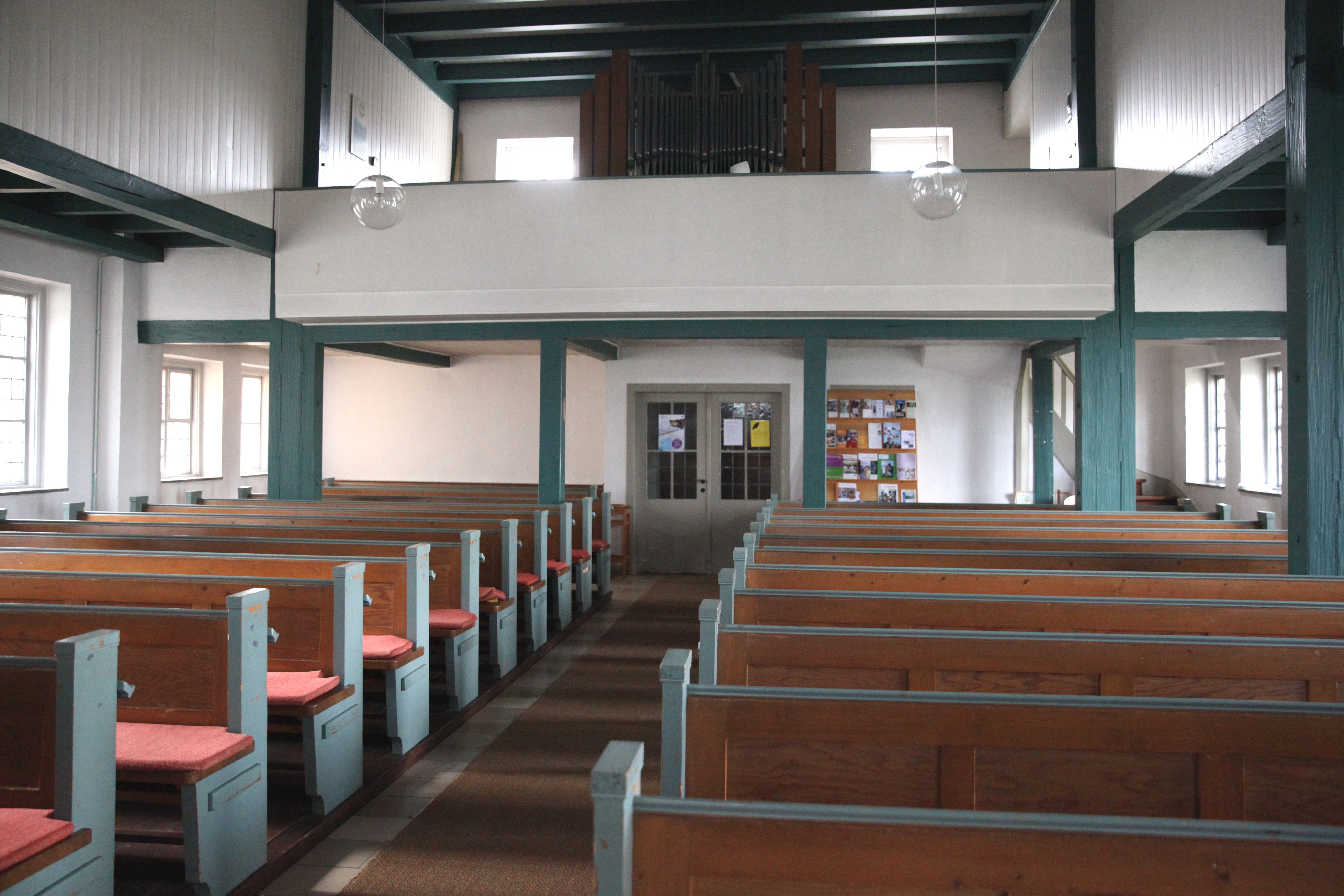
Innenraum

Das Kirchengebäude ist ein einfacher, rechteckiger Saalbau mit einem Satteldach und Giebelreiter. Einziger Schmuck des schlicht gestalteten Innenraums ist ein farbiges, handgemaltes Altarfenster des Malers Markus von Gosen aus Prien am Chiemsee das 3200 DM kostete. Im Mittelpunkt des Fensters befindet sich der auferstandene Christus als Herrscher und Richter der Welt. Über dem rechteckigen Eingangsportal ist ein Schlussstein mit der Inschrift, einem Zitat aus dem Epheserbrief (Eph 2,14), „Er ist unser Friede“ angeordnet.
Auf einer eingeschossigen Empore im Westen steht eine kleine Orgel mit zwei Manualen, Pedal und 700 Pfeifen. Das Instrument stellte die Ludwigsburger Orgelbaufirma Walcker 1959 auf.
Im Giebelreiter hängen drei gestiftete Glocken, die 1955 bei der Glockengießerei Rincker im hessischen Sinn für 4297 DM gegossen wurden. Die kleinste Glocke trägt die Aufschrift „DEN FRIEDEN LASSE ICH EUCH + DEN FRIEDEN GEBE ICH EUCH“, die mittlere Glocke „JESUS CHRISTUS GESTERN UND HEUTE UND DERSELBE AUCH IN EWIGKEIT“ und die große Glocke „EHRE SEI GOTT IN DER HÖHE“.